# Земноморье (мир)
Земномо́рье (англ. Earthsea) — архипелаг, место действия в вымышленной вселенной Урсулы Ле Гуин. В мире Земноморья   разворачиваются события одноимённого книжного цикла: романов «Волшебник Земноморья», «Гробницы Атуана», «На последнем берегу», «Техану», «На иных ветрах», сборника рассказов «Сказания Земноморья» и нескольких рассказов.

## Культура и география
Земноморье представляет собой целостный вторичный мир, показанный, по выражению литературоведа Дугласа Барбура, «с особой тщательностью и ясностью», с помощью карт, что делает его сравнимым со Средиземьем Толкина. Местонахождение Земноморья и время его существования неизвестны, хотя мир напоминает Землю: в нём одна Луна, происходит аналогичная смена времён года, а календарь близок к земному, например, в книгах упоминаются март, апрель и май.
Большой архипелаг простирается на 2000 миль, и люди никогда не находили суши за его пределами. Архипелаг включает сотни островов с различными культурами, некоторые из которых описываются до некоторой степени подробно, другие лишь упоминаются. Мир Земноморья устроен достаточно просто: это доиндустриальный мир, в котором нет машин, даже большие торговые корабли ходят на вёслах. Люди в основном занимаются сельским хозяйством, рыболовством, торговлей. Хотя общество до некоторой степени фрагментировано из-за водных пространств между островами, и нет общей системы управления, оно связывается свободной торговлей, которая происходит постоянно.
В ардической части Земноморья со столицей Большой Порт на острове Хавнор живут крестьяне, горожане, волшебники; ардический народ темнокожий. На востоке Земноморья расположена Империя Каргад, которую населяют белокожие карги, в то время как западе архипелага водятся драконы — древние и коварные существа, говорящие на Истинной Речи. Этот язык обязывает человека говорить правду, в отличие от дракона. В Земноморье существуют различные «тёмные силы»; к ним относится, помимо драконов, например, Камень Терренона, который не может покинуть свой замок. Это первобытные, нечеловеческие силы, которые невозможно победить, но можно сдержать. Им нельзя служить, так как это силы тьмы.

## Магия
Земноморье имеет собственную мифологию, объясняющую возникновение этого мира. В Земноморье нет науки, место которой занимает магия, ограниченная, но могущественная. На каждом острове и в каждом поселении есть свой волшебник, занимающийся вопросами погоды, медицины, войны и более мелкими делами. Магия Земноморья объединяет в себе науку и искусство: магии можно научиться, но чтобы ею пользоваться, необходима врождённая сила. Ключевым в магии является знание подлинного имени человека, дракона, животного или вещи, что даёт власть над ними. Сказать своё подлинное имя кому бы то ни было означает полное доверие.
Волшебники ардической части Земноморья обучаются на острове Рок, на котором также находится подлинный центр Земноморья — Холм Рока. Девять волшебников, Мастеров острова Рок, возглавляет Верховный Маг Земноморья. Мастер Регент знает все древние песни; Мастер Ветродуй владеет искусством управления погодой; Мастер Травник обучает свойствам растений, Мастер Ловкая Рука — иллюзиям, Мастер Ономатет — длинным спискам подлинных имён, Мастер Метамоформоз — искусству подлинных Превращений, Мастер Заклинатель — настоящей магии, затрагивающей глубинные силы вселенной. Мастер Привратник не занимается с учениками и внешне ничего не делает, но является великим магом: он учит «абсолютному доверию», так как ему говорят своё подлинное имя при входе в Школу, и он раскрывает своё имя, когда выпускники её покидают. В разных местах Земноморья есть свои колдуны и целители, но они не так образованы, как волшебники с острова Рок, которые зачастую смотрят на них сверху вниз. Волшебниками в Земноморье могут быть только мужчины, хотя среди местных целителей встречаются и женщины.

## Космология
Мир Земноморья управляется принципом равновесия, из которого следует единство и целостность двух сторон этого Равновесия – мира жизни и царства смерти. Первый мир есть мир изменений и времени, второй представляет собой царство неподвижности и безвременности. Как отмечали литературоведы Джон Кроу и Ричард Эрлих, оба мира взаимосвязаны, но в естественной ситуации Равновесия не должны соприкасаться. Равновесие является природным, его может нарушить лишь человек, и лишь человек может восстановить Равновесие, причём второе сделать намного сложнее, поскольку требует огромных, практически героических усилий, которые доступны немногим.